# نموذج متذبذب
النموذج المتذبذب (بالإنجليزية: oscillating model) هو أي نموذج كوني يتبع فيه الفضاء الكوني دورات ذاتية متكررة ولا نهائية. على سبيل المثال، باختصار تعتبر نظرية الكون المتذبذب التي وضعها ألبرت أينشتاين سنة 1930 م، أن الكون يتبع سلسلة أبدية من الدورات، كل منها تبدأ مع الانفجار العظيم وتنتهي مع الانسحاق الشديد، وبينهما يتمدد الكون لفترة من الزمن قبل أن تتسبب جاذبية المادة في انسحاقه وفق نظرية الارتداد العظيم.

## نظرة عامة
في عشرينيات القرن العشرين، نظر علماء الفيزياء النظرية، ومن أبرزهم ألبرت أينشتاين صاحب النظرية النسبية، في إمكانية وجود نموذج دوري للكون كبديل (أبدي) لنموذج الكون المتوسع . في عام 1922، قدم ألكسندر فريدمان نظرية الكون المتذبذب. ومع ذلك، أظهر العمل الذي أجراه ريتشارد سي تولمان في عام 1934 أن هذه المحاولات المبكرة فشلت بسبب المشكلة الدورية: وفقًا للقانون الثاني للديناميكا الحرارية ، لا يمكن للإنتروبيا إلا أن تزيد. وهذا يعني أن الدورات المتعاقبة تنمو بشكل أطول وأكبر. بالرجوع إلى الوراء في الزمن، تصبح الدورات قبل الدورة الحالية أقصر وأصغر، ثم تصل إلى ذروتها مرة أخرى في الانفجار الكبير وبالتالي لا تحل محله. ظل هذا الوضع المحير قائما لعدة عقود حتى أوائل القرن الحادي والعشرين عندما قدم المكون المكتشف مؤخرا الطاقة المظلمة أملاً جديداً لعلم الكونيات الدورية المتسقة. في عام 2011، أكدت دراسة استقصائية استمرت خمس سنوات وشملت 200 ألف مجرة وامتدت على مدى 7 مليارات سنة من الزمن الكوني أن "الطاقة المظلمة تدفع كوننا إلى التباعد بسرعات متسارعة".
أحد النماذج الدورية الجديدة هو نموذج علم الكونيات الغشائي لخلق الكون ، والذي تم اشتقاقه من النموذج الملتهب السابق. تم اقتراحه في عام 2001 من قبل بول شتاينهاردت من جامعة برينستون ونيل توروك من جامعة كامبريدج . تتحدث النظرية عن انفجار الكون إلى الوجود ليس مرة واحدة فقط، بل بشكل متكرر مع مرور الوقت. من الممكن أن تفسر النظرية سبب كون شكل الطاقة الطاردة المعروف باسم الثابت الكوني ، والذي يعمل على تسريع توسع الكون، أصغر بعدة أوامر من حيث الحجم مما تنبأ به نموذج الانفجار الكبير القياسي.
تم اقتراح نموذج دوري مختلف يعتمد على مفهوم الطاقة الوهمية في عام 2007 بواسطة لوريس باوم وبول فرامبتون من جامعة نورث كارولينا في تشابل هيل .
تشمل النماذج الدورية الأخرى علم الكونيات الدوري المطابق وعلم الكونيات الكمومي الحلقي .
1. ↑  "Friedmann universe | Expanding Universe, Big Bang & Dark Energy | Britannica". www.britannica.com (بالإنجليزية). Archived from the original on 2025-04-06. Retrieved 2023-09-24.
2. ↑  
Tolman، R. C. (1987) [1934]. Relativity, Thermodynamics, and Cosmology. New York: Dover. ISBN:978-0-486-65383-9. LCCN:34032023.
3. ↑  
Frampton، P. H. (2006). "On Cyclic Universes". arXiv:astro-ph/0612243.
4. ↑  "Dark energy is driving universe apart: NASA's Galaxy Evolution Explorer finds dark energy repulsive". ScienceDaily (بالإنجليزية). Archived from the original on 2024-12-03. Retrieved 2023-08-22.
5. ↑  Mandelbaum، Rachel؛ Blake، Chris؛ Bridle، Sarah؛ Abdalla، Filipe B.؛ Brough، Sarah؛ Colless، Matthew؛ Couch، Warrick؛ Croom، Scott؛ Davis، Tamara (2011). "The WiggleZ Dark Energy Survey: Direct constraints on blue galaxy intrinsic alignments at intermediate redshifts". Monthly Notices of the Royal Astronomical Society. ج. 410 ع. 2: 844–859. arXiv:0911.5347. Bibcode:2011MNRAS.410..844M. DOI:10.1111/j.1365-2966.2010.17485.x. S2CID:36510728.
6. ↑  
Steinhardt، P. J.؛ Turok، N. (2002). "Cosmic Evolution in a Cyclic Universe". Physical Review D. ج. 65 ع. 12: 126003. arXiv:hep-th/0111098. Bibcode:2002PhRvD..65l6003S. DOI:10.1103/PhysRevD.65.126003. S2CID:1342094.
7. ↑  
Steinhardt، P. J.؛ Turok، N. (2001). "A Cyclic Model of the Universe". Science. ج. 296 ع. 5572: 1436–1439. arXiv:hep-th/0111030. Bibcode:2002Sci...296.1436S. DOI:10.1126/science.1070462. PMID:11976408. S2CID:1346107.
8. ↑  
Baum، Lewis؛ Frampton، P. H. (2008). "Entropy of Contracting Universe in Cyclic Cosmology". Modern Physics Letters A. ج. 23 ع. 1: 33–36. arXiv:hep-th/0703162. Bibcode:2008MPLA...23...33B. DOI:10.1142/S0217732308026170. S2CID:719844.